# Torre del Bierzo
Torre del Bierzo – gmina w Hiszpanii, w prowincji León, w Kastylii i León, o powierzchni 119,29 km². W 2011 roku gmina liczyła 2460 mieszkańców.